# Societat Romanesa de Televisió
Societatea Română de Televiziune (en català: «Societat Romanesa de Televisió»), més coneguda per la seva marca comercial Televiziunea Română (TVR), és la empresa pública de televisió de Romania. Fundada el 31 de desembre de 1956, actualment gestiona tres canals nacionals, sis canals regionals, un senyal per Moldàvia i un canal internacional.
TVR és una empresa independent de la ràdio pública (Societat Romanesa de Radiodifusió, SRR). Ambdues són membres de la Unió Europea de Radiodifusió des del 1993.

## Història

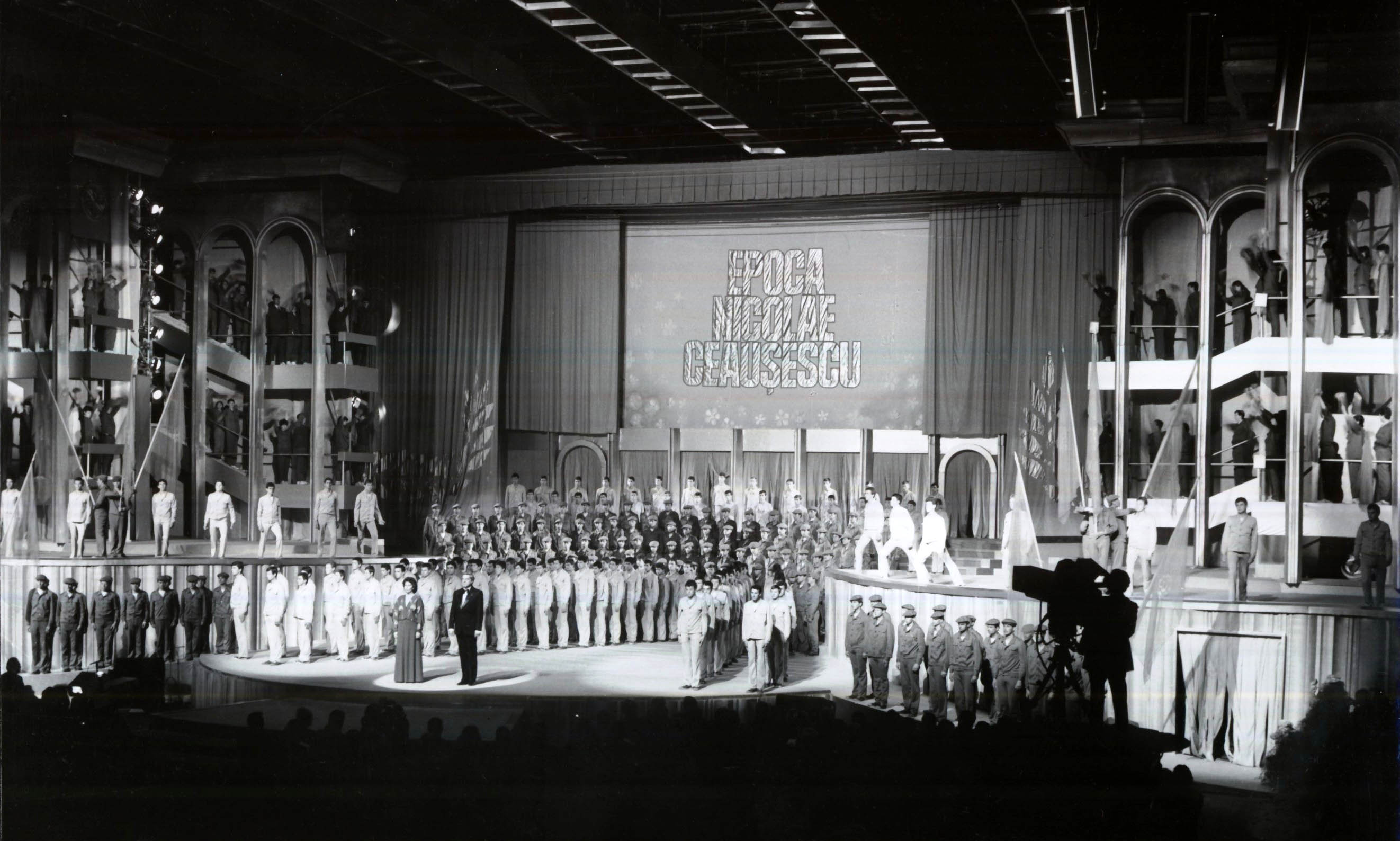
Enregistrament de l'era de Ceauşescu (1986), dedicat al culte a la personalitat de Nicolae Ceauşescu.

Seu de la TVR amb un monument a la revolució romanesa de 1989.

La primera emissió oficial de la Televisió Romanesa (TVR) va tenir lloc el 31 de desembre de 1956 des d'un edifici al carrer Molière de Bucarest, i va poder veure's a la capital gràcies a una antena emissora situada a la Casa de la Premsa Comunista (Casa Presei Libere). Un any després es va fer la primera retransmissió exterior en directe i la primera transmissió esportiva, a més d'estendre la cobertura a l'àrea metropolitana de Bucarest. Al 1958 va començar el noticiari Jurnalul Televiziunii («Diari de la televisió»), que més tard passaria a anomenar-se Telejurnal («Telenotícies») amb dues edicions al llarg del dia. Com que Romania era llavors un estat socialista, la informació estava controlada pel govern a través del comitè de la Radioteleviziunea Română («Radiotelevisió Romanesa»)
TVR va millorar el seu senyal en la dècada de 1960 amb la compra d'unitats mòbils i un acord de col·laboració amb Iugoslàvia per a la interconnexió de les seves xarxes. L'empresa es va traslladar a un nou edifici, el Centre de Televisió de Bucarest, i el 2 de maig de 1968 va iniciar les emissions del segon canal TVR2. La programació del primer cobria la major part del dia, mentre que el segon era experimental. La televisió en color no va arribar fins a agost de 1983 i a pesar que la majoria de països comunistes usaven l'estàndard SECAM, a Romania es va adoptar el sistema PAL.
Durant el temps que Nicolae Ceauşescu va presidir Romania, la programació de TVR consistia en notícies i programes dedicats al culte a la seva personalitat i als valors del sistema socialista, intensificant el control sobre la informació. A més a més, el servei es va veure afectat per la greu crisi econòmica del país en la dècada de 1980; justificant-ho com a «estalvi energètic» per l'apressant falta d'electricitat, el 20 de gener de 1985 es va tancar el segon canal mentre que TVR1 va restringir les seves emissions a dues hores diàries, des de les 20.00 fins a les 22.00, ampliades a tres en 1988. El segon canal no reobriria fins a 1990.
La revolució romanesa de 1989 va tenir a TVR com un dels seus protagonistes, ja que va oferir dos dels seus episodis clau. El primer va ser el discurs de Ceauşescu del 21 de desembre des de la seu del Comitè Central del Partit Comunista, en el qual part de la població de Bucarest rebre efusivament als dissidents de Timisoara. Al no poder controla la situació, el senyal de TVR es va tallar. L'endemà, el canal va ser pres pel Front de Salvació Nacional, que ho va rebatejar breument com Televiziunea Română Liberă («Televisió Romanesa Lliure»), símbol de la caiguda del poder del règim comunista. L'altra retransmissió important va ser l'execució de Ceauşescu i la seva esposa el 25 de desembre, hores després d'haver-se produït.
Amb l'arribada de la democràcia, el govern de Romania va dividir en 1994 la radiotelevisió en dues empreses: ràdio (Societat Romanesa de Radiodifusió) i televisió (Societat Romanesa de Televisió). TVR va haver d'enfrontar la competència privada i va sofrir una greu crisi d'identitat que li va portar a apostar per la programació informativa i de servei públic. En 1995 es va crear TVR Internațional, dirigit a la diàspora romanesa. En 2003 TVR va inaugurar l'Estudi Pangratti, un nou centre de producció de 4.000 metres quadrats, i en 2008 va començar a emetre un tercer canal regional (TVR 3), així com proves en alta definició.
Darrerament l'activitat de TVR s'ha vist limitada pels deutes. Al 2016, la Unió Europea de Radiodifusió va expulsar al grup de les xarxes de ràdio (Euroradio) i televisió (Eurovisió) per l'impagament de 15 milions d'euros.

## Organització
TVR és l'empresa de televisió pública de Romania i, juntament amb la Societat Romanesa de Radiodifusió (ràdio), conforma la radiodifusió pública del país. La seva programació ha de basar-se en principis del servei públic i s'estableix com a objectius la independència editorial, el suport a la producció romanesa, la promoció de les minories nacionals i la construcció d'una societat més justa i humanitària.
L'empresa funciona baix control del Parlament romanès, de conformitat amb la llei audiovisual de 1994. La càmera tria al president del consell d'administració per un període de quatre anys. La junta d'administració està formada per 13 persones triades per una majoria de diputats i senadors.
El sistema de finançament de TVR és mixt. La major part del pressupost ve d'un impost directe (Taxa TV) que costa 11 euros a l'any. La resta es cobreix amb aportacions de l'estat i mitjançant publicitat, limitada per llei per no perjudicar a les empreses privades. Els programes no poden interrompre's amb anuncis.

## Serveis

### Nacional
TVR manté set canals de televisió nacional de les quals dues emeten en alta definició. TVR1 i TVR2 poden sintonitzar-se en l'àmbit nacional en qualsevol sistema, mentre que TVR3 es basa a la xarxa regional.
- TVR 1 (1956): La seva programació és generalista i inclou informatius, ficció i entreteniment. Emet en HD.
- TVR 2 (1968): S'encarrega de programes de servei públic, cultura i esdeveniments especials. Emet en HD.
- TVR 3 (2008): La seva programació és a càrrec dels centres regionals de TVR.
- TVR Info (2008-2012, el primer tancament, 2022): La seva programació és notícies i informació. Emet en HD.
- TVR Cultural (2002-2012, el primer tancament, 2022): La seva programació és art i cultura. Emet en HD.
- TVR Folclor (2023): La seva programació és folklore. Emet en HD.
- TVR Sport (2024): La seva programació és esport. Emet en HD.

### Regional

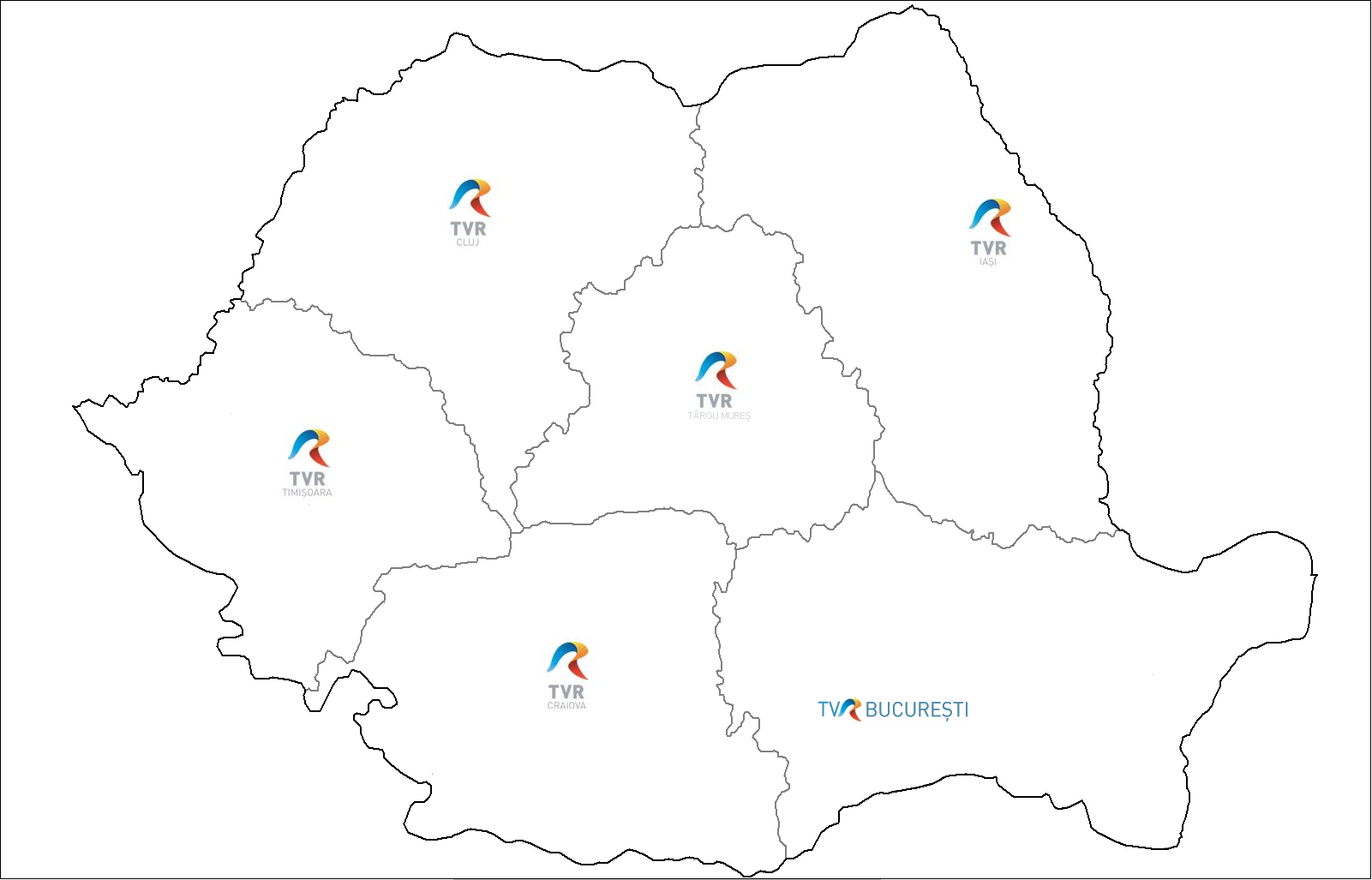
Mapa de centres regionals de TVR.

TVR gestiona una xarxa de sis centres regionals que aporten continguts als canals de la societat.
- TVR Bucureștu (Bucarest, sud-est i Dobruja)
- TVR Cluj (Cluj-Napoca, nord-oest)
- TVR Craiova (Craiova, sud-oest)
- TVR Iași (Iași, regió nord-est)
- TVR Tîrgu Emmuralliș (Târgu Emmuralliș, Transsilvània central)
- TVR Timișoara (Timișoara, Banato)

### Internacional
TVR té dos canals internacionals:
- TVR Internațional: dirigit a la diàspora romanesa. Emet des de l'1 de desembre de 1995,
- TVR Moldova (2013): Canal específic per a Moldàvia.